# Harib Al Qaramish (huyện)
Huyện Harib Al Qaramish là một huyện thuộc tỉnh Ma'rib, Yemen. Đến thời điểm năm 2003, huyện này có dân số 8573 người